# Liste der Baudenkmäler in Konradsreuth
Auf dieser Seite sind die Baudenkmäler in der oberfränkischen Gemeinde Konradsreuth zusammengestellt. Diese Tabelle ist eine Teilliste der Liste der Baudenkmäler in Bayern. Grundlage ist die Bayerische Denkmalliste, die auf Basis des Bayerischen Denkmalschutzgesetzes vom 1. Oktober 1973 erstmals erstellt wurde und seither durch das Bayerische Landesamt für Denkmalpflege geführt wird. Die folgenden Angaben ersetzen nicht die rechtsverbindliche Auskunft der Denkmalschutzbehörde.

## Baudenkmäler nach Gemeindeteilen

### Konradsreuth
| Lage                      | Objekt                                               | Beschreibung | Akten-Nr.     | Bild                                           |
| ------------------------- | ---------------------------------------------------- | --- | ------------- | ---------------------------------------------- |
| Blütenweg 6 (Standort)    | Weberhaus                                            | Frackdach, mit Schwarzküche und Holzschindeleindeckung unter Schieferdach in altdeutscher Deckung, um 1800 | D-4-75-142-19 | Weberhaus                                      |
| Hofer Straße 2 (Standort) | Ehemaliges Pfarrhaus                                 | Zweigeschossiger Walmdachbau, 1860 Wappen, bezeichnet „1721“ Steintrog, bezeichnet „1799“ Nebengebäude | D-4-75-142-15 | Ehemaliges Pfarrhaus                           |
| Hofer Straße 8 (Standort) | Ehemaliges Schulhaus, heute Gemeindeverwaltung       | Zweigeschossiger Walmdachbau, 1859 | D-4-75-142-16 | Ehemaliges Schulhaus, heute Gemeindeverwaltung |
| Marktplatz 7 (Standort)   | Evangelisch-lutherische Pfarrkirche                  | Saalbau mit Westturm, Westturm 1691–92, Langhaus 1795 wohl nach einem Plan von Carl Christian Riedel, Sakristeibau am Chorhaupt 1917, mit Ausstattung Mittelalterlicher Grabstein an der Staffschen Familiengruft                                                                                            | D-4-75-142-2  | weitere Bilder                                 |
| Schloßstraße 5 (Standort) | Schloss                                              | Sattlicher zwei- teilweise dreigeschossiger Walmdachbau, 16./17. Jahrhundert, zweigeschossiger Anbau mit Pultdach, 18./19. Jahrhundert, mit Ausstattung Torhaus, langgestreckter, zweigeschossiger Massivbau, verputzt, Walmdach mit Schieferdeckung, Mitte 19. Jahrhundert Zugehöriger Schlosspark, um 1850 | D-4-75-142-1  | Schloss                                        |
| Schützenweg ()            | Grablege der Familie von Staff gen. von Reitzenstein | Oktogonaler, verputzter Massivbau über Gruft, mit flachem Zeltdach und Granitportal mit Dreiecksgiebel, klassizistisch, um 1822; mittelalterlicher Grabstein | D-4-75-142-24 |                                                |
| Weberstraße 32 (Standort) | Frackdachhaus                                        | Giebel verschiefert, Holzeindeckung unter der neuen Dacheindeckung erhalten, um 1800 | D-4-75-142-18 | Frackdachhaus                                  |

### Ahornberg
| Lage                           | Objekt                         | Beschreibung | Akten-Nr.    | Bild           |
| ------------------------------ | ------------------------------ | --- | ------------ | -------------- |
| Almbranzer Straße 4 (Standort) | Wohnhaus                       | Eingeschossig, mit Frackdach, um 1800 | D-4-75-142-6 | Wohnhaus       |
| Kirchgasse (Standort)          | Evangelisch-lutherische Kirche | Saalbau mit abgesetztem Chor und fünfgeschossigem Westturm, im Kern 15. Jahrhundert, Turm nach 1874 wiederaufgebaut, Turmobergeschoss 1952/53, mit Ausstattung | D-4-75-142-4 | weitere Bilder |
| Kirchgasse 4 (Standort)        | Pfarrhaus                      | Zweigeschossiger Satteldachbau, Bruchstein, 1853, erneuert 1874                                                                                                | D-4-75-142-5 | Pfarrhaus      |

### Eckardsreuth
| Lage                                                            | Objekt     | Beschreibung                                                                                           | Akten-Nr.    | Bild       |
| --------------------------------------------------------------- | ---------- | --- | ------------ | ---------- |
| Straßäcker, in der Bärengrün an der Straße nach Pirk (Standort) | Grenzstein | Markgrafenstein, Marmor, bezeichnet „1734“, zeigt das Wappen der Hohenzollern und das der von Beulwitz | D-4-75-142-3 | Grenzstein |

### Föhrenreuth
| Lage                                                                  | Objekt      | Beschreibung                           | Akten-Nr.    | Bild        |
| --------------------------------------------------------------------- | ----------- | -------------------------------------- | ------------ | ----------- |
| In Föhrenreuth (Standort)                                             | Grenzsteine | Zwei sogenannte Markgrafensteine, 1734 | D-4-75-142-7 | Grenzsteine |
| Von Föhrenreuth nach Pretschenreuth, am östlichen Ortsrand (Standort) | Kreuzstein  | Granit, spätmittelalterlich            | D-4-75-142-8 | Kreuzstein  |

### Jägerhaus
| Lage                        | Objekt    | Beschreibung | Akten-Nr.     | Bild           |
| --------------------------- | --------- | --- | ------------- | -------------- |
| Pretschenreuth 6 (Standort) | Jägerhaus | Zweigeschossiges verputztes Wohnstallhaus aus Bruchstein mit Halbwalmdach und durchgängig gewölbtem Erdgeschoss, verbretterte Fachwerkscheune, zweites Viertel 19. Jahrhundert, Stall nach 1852 | D-4-75-142-23 | weitere Bilder |

### Modlitz
| Lage                                             | Objekt     | Beschreibung                                                                                      | Akten-Nr.    | Bild       |
| ------------------------------------------------ | ---------- | ------------------------------------------------------------------------------------------------- | ------------ | ---------- |
| Rechts an der Straße nach Wölbersbach (Standort) | Grenzstein | Bezirksamtsgrenzstein der Bezirksämter Münchberg und Hof, Granitpfeiler mit flachem Pyramidendach | D-4-75-142-9 | Grenzstein |

### Reuthlas
| Lage                   | Objekt        | Beschreibung                                                  | Akten-Nr.     | Bild          |
| ---------------------- | ------------- | ------------------------------------------------------------- | ------------- | ------------- |
| Reuthlas 11 (Standort) | Wohnstallhaus | Eingeschossig, mit Frackdach, Obergeschoss verschalt, um 1800 | D-4-75-142-10 | Wohnstallhaus |

### Schwarzenfurth
| Lage                                                                                      | Objekt      | Beschreibung                          | Akten-Nr.     | Bild |
| ----------------------------------------------------------------------------------------- | ----------- | ------------------------------------- | ------------- | ---- |
| Gebhart, in der Waldabteilung Gebhard circa 700 m nordöstlich der Ringlasmühle (Standort) | Gedenkstein | Granit, Eisenkreuz, bezeichnet „1876“ | D-4-75-142-14 | BW   |

### Silberbach
| Lage                                                                         | Objekt      | Beschreibung                                | Akten-Nr.     | Bild        |
| ---------------------------------------------------------------------------- | ----------- | ------------------------------------------- | ------------- | ----------- |
| Silberbacher Dorfstraße 2 (Standort)                                         | Vierseithof | Wohnstallhaus mit gewölbter Wohnstube, 1848 | D-4-75-142-22 | Vierseithof |
| Von Silberbach nach Martinsreuth, an der Straße nach Konradsreuth (Standort) | Kreuzstein  | Granit, spätmittelalterlich                 | D-4-75-142-12 | Kreuzstein  |

### Keinem Gemeindeteil zugeordnet
| Lage                 | Objekt                | Beschreibung | Akten-Nr.     | Bild                  |
| -------------------- | --------------------- | --- | ------------- | --------------------- |
| Steinbühl (Standort) | Reste einer Altstraße | Tiefe, parallel geführte Einfurchungen (bis ca. 2,5 m Tiefe) im von Nord nach Süd abfallenden Hang im Winkel der Bundesstraße 2 und der nach Osten führenden Abzweigung in Richtung Maschinenhaus | D-4-75-142-17 | Reste einer Altstraße |

## Ehemalige Baudenkmäler
In diesem Abschnitt sind Objekte aufgeführt, die früher einmal in der Denkmalliste eingetragen waren, jetzt aber nicht mehr. Objekte, die in anderem Zusammenhang also z. B. als Teil eines Baudenkmals weiter eingetragen sind, sollen hier nicht aufgeführt werden. Aktennummern in diesem Abschnitt sind ehemalige, jetzt nicht mehr gültige Aktennummern.

| Lage           | Objekt     | Beschreibung    | Akten-Nr.     | Bild |
| -------------- | ---------- | --------------- | ------------- | ---- |
| Wölbersbach () | Kreuzstein | Mittelalterlich | D-4-75-142-13 |      |